# Vanessa samani
Vanessa samani é uma borboleta da família Nymphalidae encontrada na ilha de Sumatra, onde foi registrada no Monte Kerinci e nas Montanhas Karo.